# Sakari Tuomioja
Sakari Tuomioja, né le 29 août 1911 à Tampere et mort le 9 septembre 1964 à Helsinki, est un homme politique finlandais, premier ministre de la Finlande du 17 novembre 1953 au 5 mai 1954.

## Biographie
Sakari Tuomioja est ministre des Finances des gouvernements Paasikivi II et Paasikivi III entre 1944 et 1945, en tant que représentant le Parti progressiste.
Entre 1950 et 1951, Sakari Tuomioja est ministre du Commerce et de l'Industrie et ministre des Affaires étrangères du gouvernement Kekkonen I.
Entre 1951 et 1952, il est ministre des Affaires étrangères du gouvernement Kekkonen III.
De 1945 à 1955, il est gouverneur de la Banque de Finlande .
Il sera également ambassadeur de Finlande à Londres et à Stockholm.
SakariTuomioja est le premier Finlandais à participer à des missions de haut niveau des Nations unies. On se souvient en particulier de son rôle de médiateur dans la crise chypriote de 1963-1964 et de sa mort subite dans l’exercice de ses fonctions.
Tuomioja est également le premier finlandais invité aux réunions du groupe Bilderberg.